# بتلة البحر الطويلة
بتلة البحر الطويلة (بالإسبانية: Largo pétalo de mar)‏ هي رواية صدرت عام 2019 للكاتبة التشيلية إيزابيل الليندي. نشرت في الأصل في إسبانيا عن دار بلازا وجينس، ونشرت لأول مرة في الولايات المتحدة عن دار رندم هاوس. صدرت الرواية عام 2019 باللغة الإسبانية تحت عنوان (بالإسبانية: Largo pétalo de mar)‏، وترجمها إلى الإنجليزية نيك كايستور [الإنجليزية] وأماندا هوبكينسون. سُردت الرواية من خلال شخصيات خيالية في سياق أحداث تاريخية حقيقية، حيث تدور أحداث القصة جزئيًا خلال الحرب الأهلية الإسبانية وجزئيًا في تشيلي عندما يشهد الأبطال الصراع بين الحرية والقمع مرة أخرى. أصبحت الرواية من الكتب الأكثر شعبية في إسبانيا بين أبريل 2019 وأبريل 2020.

## روابط خارجية
- موقع المؤلف